# 8467 Benoîtcarry
8467 Benoîtcarry è un asteroide della fascia principale. Scoperto nel 1981, presenta un'orbita caratterizzata da un semiasse maggiore pari a 3,2062858 UA e da un'eccentricità di 0,0555394, inclinata di 10,48499° rispetto all'eclittica.